# Samsung Pay
Samsung Pay és un sistema de pagament amb el telèfon mòbil que permet configurar una 'pseudo cartera electrònica' incorporant targetes de crèdit i dèbit per utilitzar-les sense necessitat de portar-les físicament. Samsung Pay permet emprar el telèfon intel·ligent com si es tractés de la pròpia targeta de crèdit en qualsevol d'establiment amb terminals TPV o datàfon del tipus que suporten NFC.

## Procediment
El procediment per poder utilitzar aquest servei és molt senzill. Al moment de pagar, l'usuari només ha de fer lliscar el dit cap amunt de la pantalla, deixant a la vista les targetes disponibles (emmagatzemades abans amb una aplicació desenvolupada adhoc), triar quina vol fer servir i acostar el mòbil al datàfon per procedir al pagament. (Com a seguretat cal haver escanejat prèviament l'empremta digital de l'usuari passant el dit sobre el sensor previst per aquesta finalitat).
El sistema Samsung Pay es pot fer servir en la majoria dels comerços actuals sense cap problema, atès que s'ha dissenyat de manera que funcioni amb els TPV i terminals datàfon dels comerços que disposen d'interfície per a targetes contactless.

## Característiques
- Funciona amb els TPV d'última generació.
- S'utilitza com si fos una targeta de crèdit NFC

## Disponibilitat

Disponibilitat global de Samsung Pay (a 30 de gener de 2018)

| Data                                   | El suport per targetes de pagament va emetre dins |
| -------------------------------------- | ------------------------------------------------- |
| 20 d'Agost de 2015                     | Corea del Sud                                     |
| 28 de setembre de 2015                 | Estats Units                                      |
| 29 de març de 2016                     | Xina                                              |
| 2 de juny de 2016                      | Espanya                                           |
| 15 de juny de 2016                     | Austràlia                                         |
| 16 de juny de 2016                     | Singapur                                          |
| 13 de juliol de 2016                   | Puerto Rico                                       |
| 19 de juliol de 2016                   | Brasil                                            |
| 28 de setembre de 2016                 | Rússia                                            |
| 8 de novembre de 2016                  | Canadà                                            |
| 8 de febrer de 2017                    | Tailàndia                                         |
| 24 de febrer de 2017                   | Malàisia                                          |
| 22 de març de 2017                     | India                                             |
| April 27, 2017                         |                                                   |
| Emirats Àrabs Units                    |                                                   |
| 16 de maig de 2017                     | Regne Unit                                        |
| 23 de maig de 2017                     | Suïssa                                            |
| 23 de maig de 2017                     | Taiwan                                            |
| 25 de maig de 2017                     | Hong Kong                                         |
| 28 de setembre de 2017                 | Hong Kong                                         |
| 15 de novembre de 2017                 | Bielarús                                          |
| 30 de gener de 2018                    | Mèxic                                             |
| 22 de març de 2018                     | Itàlia                                            |
| 2018 (després del 30 de gener de 2018) | França                                            |